# Candyman 3: Day of the Dead
Candyman 3: Day of the Dead (en español: Candyman 3: El día de los muertos) es una película de terror lanzada directamente para video de 1999 dirigida por Turi Meyer. Es la tercera película en la serie Candyman.

## Argumento
En 2020, veinticinco años después de los acontecimientos de la segunda película, el asesino en serie fantasmal regresa una vez más de más allá de la tumba, esta vez durante la víspera del  Día de Muertos, para perseguir a la dueña de una galería de arte de Los Ángeles llamada Caroline McKeever (Donna D’Errico), que era descendiente directa de Candyman y la hija de Annie Tarrant (y también la reencarnación de su hija llamada Isabel) para que él reclamara su alma para que ella estuviera a su lado. Candyman asesina a todos los que están asociados con Caroline, comenzando con un artista llamado Miguel Velasco (Mark Adair-Rios), su amante llamada Lena y siguiendo con su compañera de cuarto llamada Tamara. También secuestra a su amigo, David de la Paz, y hace parecer a Caroline como responsable de los asesinatos. Un detective de policía experimentado llamado LV Sacco es asesinado por Candyman mientras Caroline estaba en el automóvil, lo cual la coloca en la línea de fuego del compañero de Sacco llamado Teniente Det. Samuel Deacon Kraft, quien no tenía intención de traerla viva.
Caroline es secuestrada por una pandilla que la lleva a un edificio abandonado, donde la atan a una silla y la amordazan, llamando a Candyman con la esperanza de sacrificarla para terminar con los asesinatos, pero Candyman termina matando a toda la pandilla. Luego le revela a Caroline que después de su demencia, la madre montada llamada Annie Tarrant le contó su historia diciéndole que "destruyera el mito" y creyendo que los eventos anteriores estaban ocurriendo, ella lo llamó por su nombre, se entregó a él y lo trajo de regreso al mundo. Candyman la mató cortándole la garganta con su garfio y lo hizo parecer un suicidio. También reveló que mató a su padre llamado Paul. Mató a su tío y a sus abuelos. Caroline, enfurecida, amenaza con matarlo por haber asesinado a su familia, pero Candyman desaparece. Caroline explora el edificio, encontrando a David vivo, pero herido. Candyman vuelve a a aparecer, convenciéndola de que le entregara su vida. Sin embargo, Caroline cambia de opinión y destruye las pinturas de él que simbolizaban el bien de su vida con un gancho.
Caroline libera a David, pero es atacada por Det. Kraft, quien intenta matarla con un gancho, pero Jamal Matthews le dispara al detective, salvándola . Antes de morir, Kraft dice, "¡Candyman!" Caroline recuerda el consejo de su madre de "destruir el mito" y le dice a Matthews que Kraft era el asesino de Candyman. Después de que saliera la noticia de que "Kraft era Candyman", Caroline dice: "No había tal cosa como el Candyman" frente a un espejo para asegurarse de que estaba muerto. El gancho de Candyman atraviesa el espejo, pero se revela que es una pesadilla. Luego, Caroline realiza un pícnic con David y Christina frente a la tumba de Annie Tarrant mientras continúan las celebraciones del Día de Muertos.

## Reparto
- Tony Todd como Candyman / Daniel Robitaille.
- Donna D’Errico como Caroline McKeever.
- Jsu Garcia (Nick Corri) como David de La Paz.
- Ernie Hudson Jr. como Detective Jamal Matthews.
- Lombardo Boyar como Enrique.
- Lupe Ontiveros como la Abuela.
- Lillian Hurst como Vendedora de flores.
- Elizabeth Guber como la Detective Jamie Gold.
- Mark Adair-Rios como Miguel Velasco.
- Rena Riffel como Lena.
- Elizabeth Hayes como Annie Tarrant
- Nicole Contreras como Cristina de La Paz

## Recepción
La película recibió críticas en su mayoría pobres. Rotten Tomatoes le dio siete críticas negativas y sólo una crítica positiva lo que equivale a sólo una calificación de 13%.
En agosto de 2012, Tony Todd declaró en un festival de cine que la tercera película fue su menos favorita de la franquicia.